# Beni Haoua
Beni Haoua è un comune dell'Algeria, situato nella provincia di Chlef.